# 熊本県道277号姫戸港教良木線
熊本県道277号姫戸港教良木線（くまもとけんどう277ごう ひめどこうきょうらぎせん）は、熊本県上天草市を通る一般県道である。

## 概要

### 路線データ
- 起点：熊本県上天草市姫戸町姫浦
- 終点：熊本県上天草市松島町教良木（熊本県道34号松島馬場線上、熊本県道59号有明倉岳線交点）

## 路線状況

### 重複区間
- 熊本県道34号松島馬場線（上天草市松島町内野河内 - 上天草市松島町教良木）

### 道路施設

#### トンネル
- 二弁当トンネル：延長126 m、1995年（平成7年）竣工、上天草市

## 地理

### 通過する自治体
- 上天草市

### 交差する道路
| 交差する道路                                               | 交差する場所   | 交差する場所 |
| ---------------------------------------------------------- | -------------- | ------------ |
| 国道266号                                                  | 姫戸町姫浦     |              |
| 熊本県道34号松島馬場線 重複区間起点                        | 松島町内野河内 |              |
| 熊本県道290号教良木知十港線                                | 松島町内野河内 |              |
| 熊本県道34号松島馬場線 重複区間終点 熊本県道59号有明倉岳線 | 松島町教良木   | 終点         |

### 沿線
- 内野河内川
- 姫戸港
- 上天草警察署 姫戸駐在所
- 上天草市立姫戸中学校
- 上天草市役所 姫戸地域振興センター
- 上天草市立教良木小学校

### 峠
- 二弁当峠